# Sture Bergwall

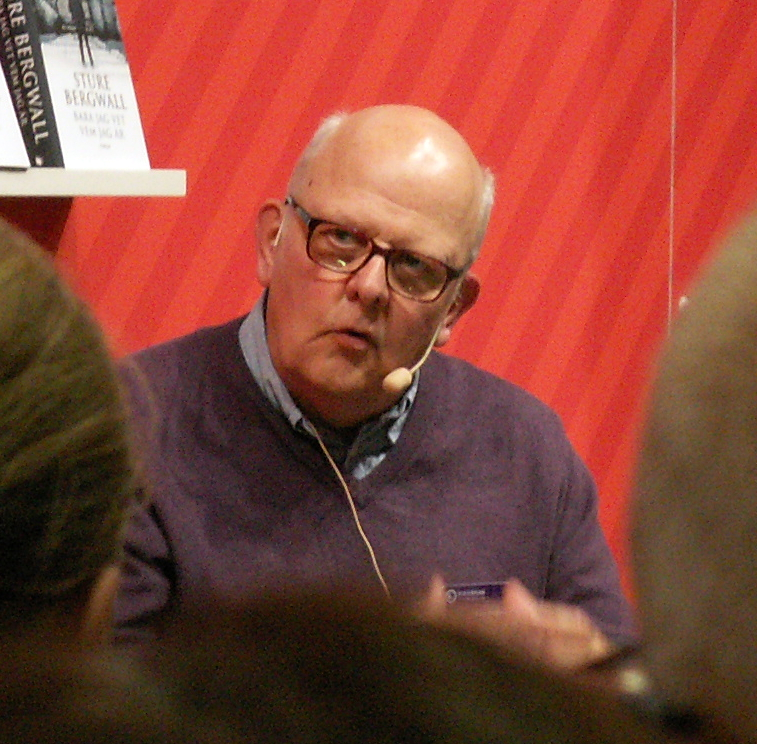
Sture Bergwall, 2016

Sture Ragnar Bergwall, von 1980 bis 2002 Thomas Quick (* 26. April 1950 in Korsnäs, Falun, Schweden), ist ein schwedischer Bürger, der behauptet hatte, 33 Menschen getötet zu haben. Er wurde verurteilt und widerrief nach dem Erhalt einer Psychotherapie seine Geständnisse. Der Fall löste in Schweden eine Diskussion über die Methoden der Polizei aus.

## Leben
Sture Bergwall war seit seiner Jugend abhängig von Schnüffelstoffen. Er verübte mehrere Gewalttaten gegen andere Männer. Mehrfach wurde er in psychiatrische Einrichtungen eingewiesen.
Bei einem Aufenthalt in der Psychiatrischen Anstalt von Säter nach einem Banküberfall erzählte er im Oktober 1992 dem Personal, dass er 1980 einen Elfjährigen umgebracht habe. Zu dieser Zeit ließ er auch seinen Namen in Thomas Quick (den Geburtsnamen der Mutter) ändern, mit dem er sich eine neue Existenz aufbauen wollte.
In der Folgezeit gestand er weitere, insgesamt 33 bis dahin ungeklärte Morde. Die Tathergänge entnahm er möglicherweise Zeitungsarchiven, die er bei Freigängen in Stockholmer Bibliotheken einsehen konnte. Quick wurde zwischen 1994 und 2001 in unterschiedlichen Verfahren wegen Mordes an insgesamt acht Personen verurteilt. Auch nach den Verurteilungen blieb er in der Anstalt in Säter. Quick erhielt Psychotherapien.
Quick vertraute dem Journalisten Hannes Råstam an, er habe falsche Geständnisse abgelegt, um „eine wichtige Person für die Ärzte und für die anderen Insassen“ zu werden.
Nachdem Bergwall alle Geständnisse widerrufen und Hannes Råstam Ergebnisse eigener Recherchen veröffentlicht hatte, wurden zunächst fünf der acht Urteile aufgehoben und die Wiederaufnahme (schwedisch resning) der anderen Verfahren beantragt und bewilligt. Im Sommer 2013 wurden schließlich alle noch verbleibenden Mordvorwürfe aufgehoben.
Am 19. März 2014 wurde der mittlerweile 63-Jährige entlassen, nachdem er 20 Jahre in geschlossenen psychiatrischen Anstalten verbracht hatte.
Der Fall löste in Schweden eine öffentliche Diskussion über die Methoden der Polizei aus, da sie den Umstand, dass er über kein Täterwissen verfügte, hätte erkennen müssen, und sie dem drogenabhängigen Beschuldigten nach seinen Geständnissen „all die Medizin, die er haben wollte“ verschafft hatte.

## Verfilmungen
- In einem Dokumentarfilm von Hannes Råstam, der im Dezember 2008 im schwedischen Fernsehen ausgestrahlt wurde, zog Bergwall alle seine Mordgeständnisse zurück.
- Quick – Die Erschaffung eines Serienkillers (2019). Produziert von den Machern (der schwedischen Originalfassung) von Stieg Larssons Millennium-Trilogie.